# Перелік ударів по житловій забудові під час російського вторгнення (грудень 2023)
Удари по житловій забудові України під час російсько-української війни — воєнний злочин, скоєний російськими військовими під час повномасштабного військового вторгнення в Україну.
У переліку подано інформацію про удари по житловій та громадській забудові яка була опублікована у відкритих джерелах. Подано інформацію про атаки протягом грудня 2023 року.

## Загальна інформація
Згідно моніторингової місії ООН з прав людини в Україні відомо про 127 загиблих цивільних українців протягом грудня 2023 року.

### Руйнування населених пунктів прилеглих до лінії зіткнення
У населених пунктах які знаходяться біля лінії бойового зіткнення, постійно відбуваються обстріли житлової та іншої цивільної забудови (у тому числі медичних установ, навчальних закладів, комерційної забудови). Впродовж грудня 2023 року, обстріли відбувалися вздовж прикордонних громад Чернігівщини, Сумщини, та Харківщини, а також громад Запорізької, Дніпропетровської, Херсонської та Миколаївської областей із використанням ракет, безпілотників, мінометів, артилерії, реактивних систем залпового вогню, вогнем бронетехніки та стрілецької зброї.
Вздовж державного кордону:
- У Чернігівській області — Корюківська, Новгород-Сіверська, Семенівська, Сновська громади.
- У Сумській області — Білопільська, Великописарівська, Глухівська, Краснопільська, Миропільська, Новослобідська, Путивльська, Хотінська, Юнаківська громади.
- У Харківській області — Вільхуватська, Вовчанська, Дворічанська, Дергачівська, Золочівська, Липецька громади

Між тимчасово окупованою територією:
- У Харківській області — Борівська, Дворічанська, Ізюмська, Кіндрашівська, Куп'янська, Курилівська, Оскільська, Петропавлівська громади
- У Луганській області — Красноріченська, Лисичанська громади
- У Донецькій області — Званівська, Сіверська громади
- У Запорізькій області —
- У Херсонській області —
- У Миколаївській області —

## Перелік атак
Червоним кольором позначені атаки у яких відомо про загибель людей.
| дата і місце                                      | дата і місце                     | тип зброї         | подробиці атаки, жертви (загиблі/поранені)                                            | подробиці атаки, жертви (загиблі/поранені) |
| ------------------------------------------------- | -------------------------------- | ----------------- | ------------------------------------------------------------------------------------- | ------------------------------------------ |
| 01.12                                             | Донецька обл.                    | артобстріл        | пошкодження і руйнування житлових будинків внаслідок артострілу                       | 1/6+                                       |
| 03.12                                             | Херсон                           | артобстріл        | обстріл багатоповерхового житлового будинку та медичного закладу                      | 2/8                                        |
| 04.12                                             | Миколаївська обл., Очаків        | артобстріл        | відомо про обстріл житлової забудови міста                                            | —                                          |
| 04.12                                             | Харківська обл., Ізюмський р-н   | Shahed 136        | влучання по об'єктах цивільної інфраструктури                                         | —                                          |
| 04.12                                             | Харківська обл., Чугуївський р-н | Shahed 136        | влучання по об'єктах цивільної інфраструктури                                         | —                                          |
| 05.12                                             | Херсонська обл.                  | С-300             | обстріл цивільної інфраструктури                                                      | —                                          |
| 05.12                                             | Донецька обл., Селидове          | С-300             | внаслідок обстрілу пошкоджено 4 багатоповерхових будинки, 7 адміністративних будівель | —                                          |
| 07.12                                             | Одеська обл.                     | Shahed 136        | влучання у цивільний вантажний транспорт, загиблий — водій                            | 1/0                                        |
| 08.12                                             | Харків                           | С-300             | влучання у житлову та цивільну забудову                                               | 0/2                                        |
| 08.12                                             | Україна                          | ракетний удар     | відомо про влучання на Дніпропетровщині                                               | 1/4                                        |
| 09.12                                             | Харківська обл., Великий Бурлук  | С-300             | відомо про обстріл населеного пункту                                                  | —                                          |
| 09/12                                             | Харківська обл., Куп'янськ       | артобстріл        | обстріл житлової забудови міста                                                       | 2/1                                        |
| 11/12                                             | Миколаївська обл.                | Shahed 136        | пошкодження приватних будинків у сільській місцевості уламками БпЛА                   | —                                          |
| 13/12                                             | Київ                             | балістична ракета | пошкодження житлової забудови уламками ракет                                          | 0/20                                       |
| 14/12                                             | Херсон                           | С-300             | зруйновано будівлю амбулаторії, приватний будинок, гараж                              | 1/0                                        |
| 14/12                                             | Одеса                            | Shahed 136        | пошкоджено уламками гуртожиток і будинки                                              | 0/11                                       |
| 17/12                                             | Одеська обл., Одеський р-н       | Shahed 136        | падіння бойової частини БпЛА на житловий будинок                                      | 1/0                                        |
| 20/12                                             | Херсон                           | артобстріл        | російським артобстрілом знищено склади двох гуманітарних організацій                  | —                                          |
| 23/12                                             | Херсон                           | артобстріл        | артобстріл житлових кварталів міста                                                   | —                                          |
| 23/12                                             | Херсонська обл., Станіслав       | БпЛА              | вбито цивільного мешканця                                                             | 1/0                                        |
| 24/12                                             | Херсон                           | артобстріл        | артобстріл житлових кварталів міста                                                   | 4/9                                        |
| 25/12                                             | Херсон                           | артобстріл        | російським артобстрілом знищено третій гуманітарний склад                             | —                                          |
| 26/12                                             | Херсон                           | артобстріл        | обстріл залізничного вокзалу під час посадки пасажирів на поїзд, та житлової забудови | 1/4                                        |
| 27/12                                             | Херсон                           | артобстріл        | обстріл залізничного вокзалу під час посадки пасажирів на поїзд, та житлової забудови | 1/4                                        |
| 27/12                                             | Одеса                            | Shahed 136        | відомо про падіння уламків БПЛА на житловий будинок                                   | 2/2                                        |
| Масований ракетний обстріл України 29 грудня 2023 |                                  |                   |                                                                                       |                                            |
| 29/12                                             | Запоріжжя                        | ракетний удар     | влучання у промислову і житлову забудову міста                                        | 9/13                                       |
| 29/12                                             | Харків                           | С-300/С-400       | влучання у промислову і житлову забудову міста, медзаклади                            | 3/13                                       |
| 29/12                                             | Харків                           | ракетний удар     | влучання у цивільну забудову                                                          | 3/13                                       |
| 29/12                                             | Львів                            | ракетний удар     | влучання у двір перед закладом освіти та житловими будинками                          | 1/15                                       |
| 29/12                                             | Київ                             | ракетний удар     | падіння ракет та уламків ракет серед житлової забудови                                | 32/30                                      |
| 29/12                                             | Черкаська обл., Сміла            | ракетний удар     | влучання у приватну забудову                                                          | 1/9                                        |
| 29/12                                             | Одеса                            | ракетний удар     | влучання у житловий багатоповерховий будинок, та іншу забудову                        | 2/25                                       |
| 29/12                                             | Дніпро                           | ракетний удар     | влучання по торговому центру та пологовому будинку                                    | 4/10+                                      |
| 29/12                                             | Одеса                            | Shahed 136        | відомо про влучання у багатоповерхівку                                                | —                                          |
| 29/12                                             | Сумська обл., Конотоп            | ракетний удар     | пошкоджено приміщення станції техобслуговування, житлові будинки                      | 0/2                                        |
|                                                   |                                  |                   |                                                                                       |                                            |
| 30/12                                             | Харків                           | С-300             | цивільна інфраструктура, готель Kharkiv Palace                                        | 0/20+                                      |
| 30/12                                             | Запорізька обл., Степногірськ    | РСЗВ              | обстріл багатоповерхових житлових будинків                                            | 1/0                                        |
| 30/12                                             | Донецька обл., Селидове          | С-300             | влучання у житлову забудову                                                           | 1/6                                        |
| 31/12                                             | Харківська обл., Чугуїв          | С-300             | пошкоджено цивільну інфраструктуру                                                    | —                                          |
| 31/12                                             | Київ                             | Shahed 136        | ураження уламками цивільної забудови                                                  | —                                          |
| 31/12                                             | Одеська обл., Одеський р-н       | Shahed 136        | пошкодження житлових будівель                                                         | —                                          |
| 31/12                                             | Херсонська обл., Херсонський р-н | Shahed 136        | пошкодження житлових будівель                                                         | —                                          |
| 31/12                                             | Харків                           | Shahed 136        | обстріл центру міста                                                                  | —                                          |
| 31/12                                             | Херсон                           | артобстріл        | обстріл житлової забудови міста                                                       | 1/3                                        |
| 31/12                                             | Харківська обл., Борова          | авіабомбовий удар | влучання по житловій забудові                                                         | 3/0                                        |
| 31/12                                             | Донецька обл., Покровськ         | С-300             | влучання по цивільній забудові                                                        | 0/2+                                       |